# 短羽蹄盖蕨
短羽蹄盖蕨（学名：Athyrium contingens），为蹄盖蕨科蹄盖蕨属下的一个植物种。